# تفلیس
تفلیس (به گرجی: თბილისი) (تلفظ: Tbilisi)، پایتخت و بزرگ‌ترین شهر گرجستان و یکی از شهرهای بزرگ در شرق قاره اروپا است.
این شهر در دو طرف رود متکواری یا رود کر قرار داشته و جمعیتی حدود ۱٫۲۰۰ میلیون در آن زندگی می‌کنند. تفلیس در قرن پنجم میلادی و توسط پادشاه واختانگ یکم بنیان‌گذاری شده و به سبب چشمه‌های آب گرم آن، «تْبیلیسی» (مشتق از واژهٔ «تْبیلی» به معنای گرم؛ منسوب به چشمه‌های آب گرم تفلیس) نام گرفته است.
تفلیس در جنوب شرق اروپا قرار گرفته است، موقعیت مکانی تفلیس یعنی قرارگیری در مسیر شرق و غرب، این شهر را نقطهٔ اتصال امپراتوریی‌های رقیب گوناگون قرار می‌داده است و امروزه موقعیت آن را به عنوان یک مسیر مهم برای انرژی جهان و پروژه‌های بازرگانی تجاری و ترانزیتی تضمین می‌کند.
تاریخ پرفراز و نشیب تفلیس را می‌توان از معماری آن درک کرد که ترکیبی از معماری قرون وسطی، معماری نئوکلاسیک و معماری استالینیست است.
تفلیس در طول تاریخ سکونتگاه مردم مختلفی با نژاد، فرهنگ و مذاهب مختلف بوده است ولی امروزه از نظر مذهبی در شمار شهرهای مسیحی ارتدوکس شرقی به حساب می‌آید.
پیش از تفلیس، متسختا پایتخت باستانی گرجستان (پادشاهی ایبریا) بود و پس از آن تاکنون تفلیس پایتخت موارد زیر بوده است:
۱. پادشاهی ایبریا ۴۳۰ تا ۴۵۰ (مستقل)
۲. ویروزان ۵۳۰ تا ۵۷۰ (امپراتوری ساسانیان)
۳. شاهزاده نشین ایبریا ۵۷۰ تا ۷۳۰ (امپراتوری ساسانیان)
۴. امارت تفلیس ۷۳۶ تا ۸۵۳ (خلفای اموی) ۸۵۳ تا ۱۱۲۲ (خلفای عباسی) (در این زمان کوتایسی پایتخت پادشاهی گرجستان بود)
۵. پادشاهی متحد گرجستان ۱۱۲۲ تا ۱۴۹۰ (مستقل)
6. پادشاهی کارتْلی ۱۴۹۰ تا ۱۷۶۲ (مستقل)
۷. پادشاهی کارتلی-کاختی ۱۷۶۲ تا ۱۸۰۱ (مستقل)
8. ایالت قفقاز امپراتوری روسیه ۱۸۰۱ تا ۱۹۱۷ (امپراتوری روسیه)
۹. جمهوری فدرال دموکراتیک قفقاز جنوبی ۱۹۱۸ (امپراتوری روسیه)
۱۰. جمهوری دموکراتیک گرجستان ۱۹۱۸ تا ۱۹۲۱ (مستقل)
۱۱. جمهوری سوسیالیستی گرجستان شوروی ۱۹۲۱ تا ۱۹۹۱ (اتحاد جماهیر شوروی)
۱۲. جمهوری سوسیالیستی ماورای قفقاز شوروی ۱۹۲۲ تا ۱۹۳۶ (اتحاد جماهیر شوروی)
۱۳. گرجستان ۱۹۹۱ به بعد (مستقل)

## بنیان‌گذاری
روزی پادشاه واختانگ یکم، به همراه اعضای دربارش در جنگلی نزدیک متسختا (پایتخت باستانی گرجستان) مشغول خوشگذرانی و شکار بودند. شاهین او به دنبال قرقاولی به هوا برخاست و پس از مدتی شاه و همراهانش پرنده‌ها را در کنار یک چشمهٔ آب گرم یافتند که بخار خوشایندی از آن خارج می‌شد، آن‌ها از وفور این چشمه‌های آب گرم شگفت زده شده بودند و پادشاه دستور ساختن شهری را در آنجا صادر کرد که «تْبیلیسی» (دارندهٔ چشمه‌های آب گرم) نام گرفت.
واختانگ یکم پایتخت باستانی متسختا را به شهر تازه تاسیس تفلیس انتقال داد. او از سلسله پادشاهی خسرویانی ها بود که دودمانی ایرانی تبار از شاهان گرجی بودند که مسیحیت را در ایبریا دین رسمی اعلام کردند.

## نام
نام این شهر در زبان گرجی «تْبیلیسی» است. (مشتق از واژهٔ «تْبیلی» به معنای گرم؛ منسوب به چشمه‌های آب گرم تفلیس). از آنجایی که تفلیس یکی از مراکز مهم فرهنگی اسلام به‌شمار می‌آمد، با نام عربی خود یعنی «طفلیس» مشهور شد و تا چندی پیش نیز در اکثر زبان‌ها «تفلیس» یا «تیفلیس» شناخته می‌شد. سپس به خواستهٔ دولت گرجستان، نام این شهر به نام اصلی آن تغییر یافت، اما همچنان در ایران، ترکیه، آلمان، قزاقستان و کشورهای عربی «تفلیس» نامیده می‌شود.

## جغرافیا
تفلیس در هزارهٔ چهارم تا هزارهٔ سوم پیش از میلاد مسکونی شد. برای اولین بار در سال‌نامه‌های قرن چهارم میلادی از تفلیس به عنوان قلعه ـ شهر نام برده شده است. تفلیس به علت واقع شدن در محل تلاقی راه‌های مهم همیشه دارای اهمیت منطقه‌ای بوده و همین ویژگی‌ها سبب گسترش و توسعه این شهر از دیرباز تاکنون شده است.
این شهر در ۱۲۰ کیلومتری رشته کوه قفقاز بزرگ و ۲۵۰ کیلومتری دریای سیاه قرار دارد و با شهرهای تاشکند، استانبول، رم، بارسلون، بوستون، و شیکاگو هم عرض است.
شهر در دو طرف ساحل رود متکواری در درون دره‌ای گسترده است. این رود که از کوه‌های ترکیه سرچشمه می‌گیرد به طول ۳۶ کیلومتر در شهر جاری است. سد اورتاچالا سرعت جریان آب را در مسیر شهر کاهش می‌دهد و رژیم آبی آن را تنظیم می‌کند.
پنج نهر کوهستانی که از آبراهه‌های زیرزمینی می‌گذرند از دامنه‌های اطراف تفلیس به رود کورا می‌ریزند: دیگمیس تسکالی و تساوکیسیس تسقالی از مغرب گلدانیس تسقالی و لوچینیس تسقالی از مشرق. دو دریاچهٔ کوچک به نام لیسی و کو در دامنه‌های شمالی تفلیس واقع شده‌اند. «دریاچهٔ تفلیس» در پشت رشته کوه ماخات واقع است و پیرامون آن دشت سامگوری قرار دارد. کوه‌های متاتس میندا در مغرب تابوری و تیغه‌های سولولاکی در جنوب و رشته کوه ماخات در مشرق شهر واقع شده‌اند. در دامنه‌های شمال شرقی کوه تابوری چشمه‌های آب گرم جریان دارد که دارای ترکیبات قلیایی و سولفات است.
تفلیس در گذشته‌های دور ابتدا در طول سواحل رودخانه رشد کرد. بعدها با افزایش جمعیت ساخت و ساز به دامنه‌ها و تپه‌ها و فلاتهای اطراف رودخانه کشیده شد که این فلات‌ها در شمال و شمال شرقی شهر واقع شده است. قسمت‌های جنوب شرقی شهر از خیابان‌های تنگ و خانه‌های قدیمی دو یا سه طبقه تشکیل شده که مجموعهٔ قدیمی شهر تفلیس را تشکیل می‌دهد.

## آب و هوا

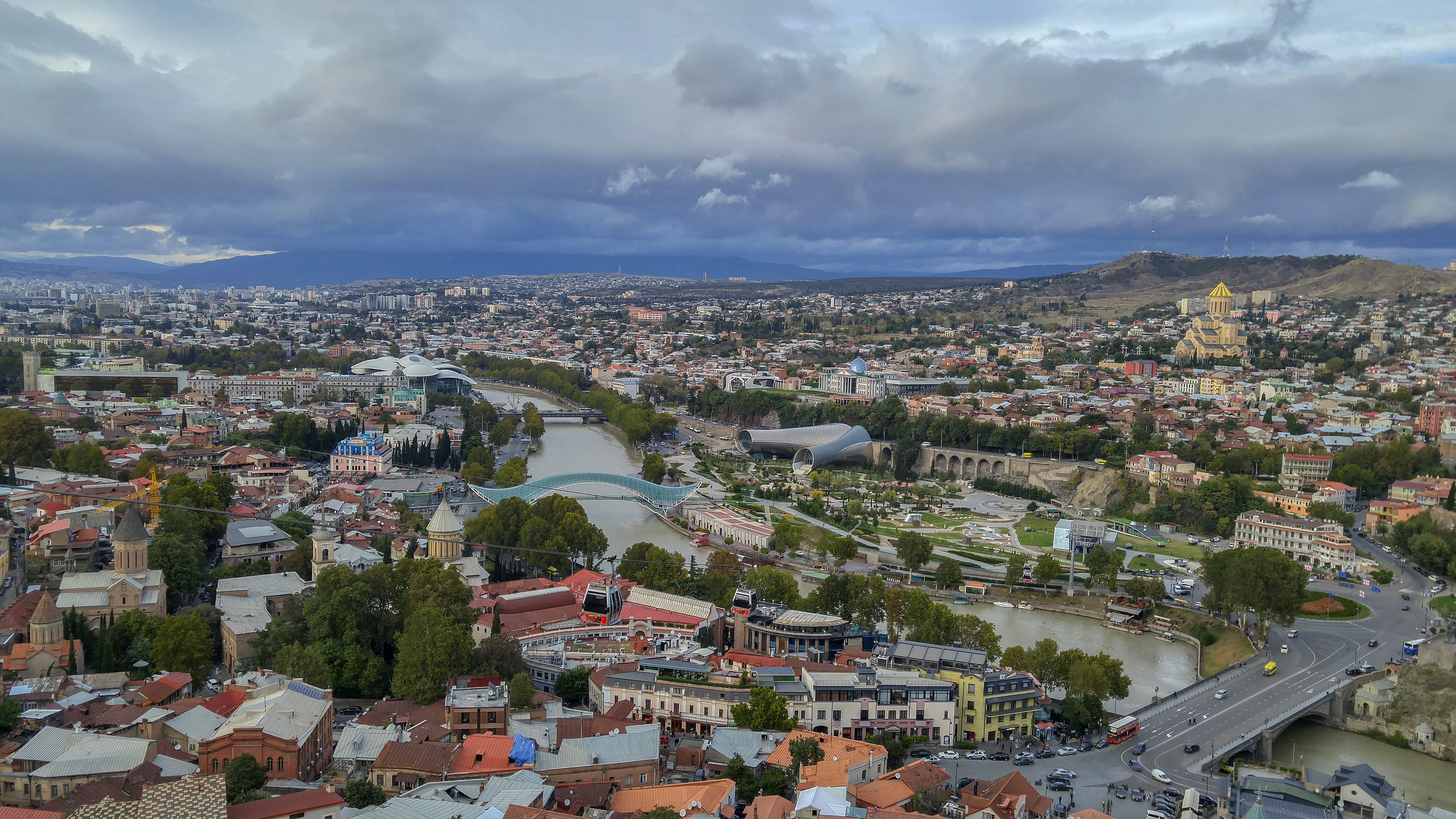
نمایی از شهر تفلیس در یک روز ابری

آب و هوای تفلیس اقلیم نیمه‌گرمسیری مرطوب (سامانه طبقه‌بندی اقلیمی کوپن) با تأثیرات غالبِ اقلیم قاره‌ای مرطوب است. تفلیس دارای زمستان‌های نسبتاً سرد و تابستان‌های گرم است. میانگین دمای سالیانه در این شهر، ۱۳٫۳ درجه سلسیوس (۵۵٫۹ درجه فارنهایت) است. ژانویه با میانگین دمای ۲٫۳ درجه سلسیوس (۳۶٫۱ درجه فارنهایت) سردترین ماه سال و ژوئیه با میانگین دمای ۲۴٫۹ درجه سلسیوس (۷۶٫۸ درجه فارنهایت) گرم‌ترین ماه سال است. کمترین دمای ثبت‌شده، −۲۴٫۴ درجه سلسیوس (−۱۱٫۹ درجه فارنهایت) و در ژانویهٔ ۱۸۸۳ میلادی بوده و بیش‌ترین دما نیز ۴۲٫۰ درجه سلسیوس (۱۰۷٫۶ درجه فارنهایت) و در تاریخ ۱۷ ژوئیه ۱۸۸۲ میلادی بوده است.
میانگین بارش سالیانه ۴۹۵٫۵ میلیمتر (۱۹٫۵ اینچ) میلی‌متر است. ماه‌های مه و ژوئن، هرکدام با میانگین بارش ۷۷٫۶ میلیمتر (۳٫۱ اینچ)، پرباران‌ترین ماه‌های سال هستند، در حالی که ژانویه با میانگین بارش ۱۸٫۹ میلیمتر (۰٫۷ اینچ)، کم‌باران‌ترین ماه سال است. بارش برف نیز به‌طور میانگین ۱۵ تا ۲۵ روز در سال است. شهر و کوه‌های اطراف آن عموماً پوشیده از ابر هستند، مخصوصاً در بهار و پاییز که نتیجهٔ آن بارش باران‌های طولانی یا آسمانی همیشه ابری‌ست.
| داده‌های اقلیم تفلیس                                                                                          | داده‌های اقلیم تفلیس | داده‌های اقلیم تفلیس | داده‌های اقلیم تفلیس | داده‌های اقلیم تفلیس | داده‌های اقلیم تفلیس | داده‌های اقلیم تفلیس | داده‌های اقلیم تفلیس | داده‌های اقلیم تفلیس | داده‌های اقلیم تفلیس | داده‌های اقلیم تفلیس | داده‌های اقلیم تفلیس | داده‌های اقلیم تفلیس | داده‌های اقلیم تفلیس |
| ماه | ژانویه              | فوریه               | مارس                | آوریل               | مه                  | ژوئن                | ژوئیه               | اوت                 | سپتامبر             | اکتبر               | نوامبر              | دسامبر              | سال                 |
| --- | ------------------- | ------------------- | ------------------- | ------------------- | ------------------- | ------------------- | ------------------- | ------------------- | ------------------- | ------------------- | ------------------- | ------------------- | ------------------- |
| سابقهٔ بیش‌ترین °C (°F)                                                                                        | ۱۹٫۵ (۶۷)           | ۲۲٫۴ (۷۲)           | ۲۸٫۹ (۸۴)           | ۳۴٫۴ (۹۴)           | ۳۵٫۱ (۹۵)           | ۴۰٫۲ (۱۰۴)          | ۴۲٫۰ (۱۰۸)          | ۴۰٫۴ (۱۰۵)          | ۳۷٫۹ (۱۰۰)          | ۳۳٫۳ (۹۲)           | ۲۷٫۲ (۸۱)           | ۲۲٫۸ (۷۳)           | ۴۲٫۰ (۱۰۸)          |
| میانگین بیش‌ترین °C (°F)                                                                                      | ۶٫۶ (۴۴)            | ۷٫۷ (۴۶)            | ۱۲٫۶ (۵۵)           | ۱۸٫۹ (۶۶)           | ۲۳٫۱ (۷۴)           | ۲۸٫۱ (۸۳)           | ۳۱٫۲ (۸۸)           | ۳۰٫۹ (۸۸)           | ۲۶٫۴ (۸۰)           | ۱۹٫۸ (۶۸)           | ۱۲٫۸ (۵۵)           | ۸٫۴ (۴۷)            | ۱۸٫۹ (۶۶)           |
| میانگین روزانه °C (°F)                                                                                       | ۲٫۳ (۳۶)            | ۳٫۱ (۳۸)            | ۷٫۲ (۴۵)            | ۱۲٫۷ (۵۵)           | ۱۷٫۲ (۶۳)           | ۲۱٫۷ (۷۱)           | ۲۴٫۹ (۷۷)           | ۲۴٫۷ (۷۶)           | ۲۰٫۲ (۶۸)           | ۱۴٫۲ (۵۸)           | ۷٫۹ (۴۶)            | ۳٫۷ (۳۹)            | ۱۳٫۳ (۵۶)           |
| میانگین کم‌ترین °C (°F)                                                                                       | −۰٫۸ (۳۱)           | ۰٫۰ (۳۲)            | ۳٫۲ (۳۸)            | ۸٫۴ (۴۷)            | ۱۲٫۴ (۵۴)           | ۱۶٫۵ (۶۲)           | ۱۹٫۸ (۶۸)           | ۱۹٫۵ (۶۷)           | ۱۵٫۴ (۶۰)           | ۱۰٫۴ (۵۱)           | ۴٫۹ (۴۱)            | ۱٫۳ (۳۴)            | ۹٫۳ (۴۹)            |
| سابقهٔ کم‌ترین °C (°F)                                                                                         | −۲۴٫۴ (−۱۲)         | −۱۴٫۸ (۵)           | −۱۲٫۸ (۹)           | −۳٫۸ (۲۵)           | ۱٫۰ (۳۴)            | ۶٫۳ (۴۳)            | ۹٫۳ (۴۹)            | ۸٫۹ (۴۸)            | ۰٫۸ (۳۳)            | −۶٫۴ (۲۰)           | −۷٫۱ (۱۹)           | −۲۰٫۵ (−۵)          | −۲۴٫۴ (−۱۲)         |
| بارندگی میلی‌متر (اینچ)                                                                                       | ۱۸٫۹ (۰٫۷۴)         | ۲۵٫۸ (۱٫۰۲)         | ۳۰٫۳ (۱٫۱۹)         | ۵۰٫۵ (۱٫۹۹)         | ۷۷٫۶ (۳٫۰۶)         | ۷۶ (۲٫۹۹)           | ۴۴٫۹ (۱٫۷۷)         | ۴۷٫۵ (۱٫۸۷)         | ۳۵٫۶ (۱٫۴)          | ۳۷٫۵ (۱٫۴۸)         | ۲۹٫۹ (۱٫۱۸)         | ۲۱ (۰٫۸۳)           | ۴۹۵٫۵ (۱۹٫۵۱)       |
| میانگین روزهای بارندگی                                                                                       | ۴                   | ۴٫۶                 | ۵٫۹                 | ۷٫۶                 | ۹٫۷                 | ۸٫۷                 | ۵٫۷                 | ۵٫۷                 | ۵                   | ۵٫۶                 | ۴٫۴                 | ۴                   | ۷۰٫۹                |
| درصد رطوبت                                                                                                   | ۷۴                  | ۷۲                  | ۶۸                  | ۶۶                  | ۶۷                  | ۶۴                  | ۶۱                  | ۶۲                  | ۶۶                  | ۷۳                  | ۷۶                  | ۷۶                  | ۶۹                  |
| میانگین روزانه ساعت‌های تابش آفتاب                                                                            | ۹۹                  | ۱۰۲                 | ۱۴۲                 | ۱۷۱                 | ۲۱۳                 | ۲۴۹                 | ۲۵۶                 | ۲۴۸                 | ۲۰۶                 | ۱۶۴                 | ۱۰۳                 | ۹۳                  | ۲٬۰۴۶               |
| منبع: Pogoda.ru.net (Temperatures, humidity), WMO (Precipitation, precipitation days), NOAA (Sunshine hours) |                     |                     |                     |                     |                     |                     |                     |                     |                     |                     |                     |                     |                     |

## جمعیت
بر اساس سرشماری سال ۲۰۱۶ میلادی، جمعیت شهر تفلیس و حومهٔ آن ۲٬۴۴۶٬۹۳۶ تن بوده است. این جمعیت از: ۸۶٫۱٪ گرجی ۶٪ ارمنی، ۲٫۷٪ آسی، ۲٫۴٪ کرد، ۱٫۸٪ یونانی، ۱٫۴٪ آذری و ۱٫۳٪ اوکراینی تشکیل شده است. کمتر از یک درصد مردم این شهر را یهودی‌ها، آسوری‌ها، بلاروس‌ها و تاتارها تشکیل می‌دهند. ارمنی‌ها، روس‌ها و یهودی‌ها از جمله اقوامی هستند که تعداد آن‌ها در فاصلهٔ ۱۹۷۹ تا ۱۹۸۹ میلادی کاهش یافته است. احتمالاً جنگ آذربایجان و ارمنستان در کاهش ارمنی‌ها بی‌تأثیر نبوده است. مهاجرت یهودی‌های شوروی پیشین به اسرائیل نیز ممکن است سبب کاهش تعداد یهودی‌ها در طی سال‌های یاد شده باشد.
به نوشتهٔ مینورسکی در ۱۱۹۷/ ۱۷۸۳ پس از سلطنت تیموراز و ایراکلی شهر ۴٬۰۰۰ خانه با ۶۱٬۰۰۰ سکنه داشت. در ۱۲۱۸/۱۸۰۳ شهر فقط بین ۲٬۷۰۰ تا ۳٬۰۰۰ خانه با ۳۵٬۰۰۰ تن جمعیت داشت. این کاهش جمعیت به علت حملهٔ آقامحمدخان قاجار در ۱۲۰۹–۱۲۱۰/ ۱۷۹۵ بود. یکی دو دهه بعد جمعیت به سرعت افزایش یافت. در سرشماری ۱۳۴۰–۱۳۴۱/۱۹۲۲ تفلیس ۲۲۳٬۹۵۸ تن جمعیت داشت که از آن میان ۸۵٬۳۰۹ تن ارمنی، ۸۰٬۸۰۴ تن گرجی، ۳۸٬۶۱۲ تن روسی، ۹٬۷۶۸ تن یهودی، ۳٬۹۸۴ تن ایرانی، ۳٬۲۵۵ تن آذری‌ها، ۲٬۴۵۷ تن آلمانی‌ها و غیره بوده‌اند.

## ساختار و معماری
تفلیس قدیمی از چهار بخش تشکیل می‌شد که سه بخش آن در ساحل راست کر واقع بود (که در ساحل رود از شمال به جنوب به شمال‌غربی ـ جنوب‌شرقی انحنا پیدا کرده است):
1. کالا یا کالیسی (در غربی قلعه) بخش قدیمی اینتراموروس (بین نهرهای سولولاکی و دبه‌خانه که به کر می‌ریزند) و ارگ نارین‌قلعه.
2. تفلیس در پیرامون چشمه‌های آب گرم رشد کرده بود. شهر در ساحل کر و در روبرو و پایین کالا قرار داشت. شاه صفی یکم گروهی از سیدها را در ارتفاعات تابور (در شرق دبه‌خانه) سکونت داد.
3. بخش خارجی، اوبانی نزدیک میدان اسبدوانی بالا و در جهت شمال دو بخش نخست.
4. بخش واقع در ساحل چپ روبروی کالا به نام ایسانی یا نیسانی (بعدها آولابار) و ارتفاعات ماخاتا در شمال آن. ایسانی با صغدبیل منابع عربی مطابقت دارد. گورستان صغدبیل در زندگی سنت ابو ذکر شده است.

سه ارگ در تفلیس مشخص شده است:
- ۱. ارگ قدیمی تابور بر روی تپهٔ ساحل راست دبه‌خانه که در ۱۱۹۹/۱۷۸۵ به کلی ویران شد. این ارگ که دروازهٔ جنوبی کالا را محافظت می‌کرد دروازهٔ گنجه نامیده می‌شد.
- ۲) ارگ نارین قلعه در تپهٔ کالا. به نظر می‌رسد که این قلعه پیش از اسلام شوریس ـ تسیخه نام داشته است. این ارگ در ۱۲۳۳/ ۱۸۱۸ تخلیه شد.
- ۳) ارگ ساحل چپ که به عنوان سرپل عمل می‌کرد. در ۱۱۴۰/ ۱۷۲۸ ترک‌ها برای آخرین بار شروع به سنگربندی و ایجاد استحکامات نظامی در این محل کردند اما کار را ناتمام گذاشتند.

قدیمی‌ترین قصر از قصرهای سلطنتی متخی در ساحل چپ روبروی پل قدیمی است. در ۱۰۴۸/ ۱۶۳۸ رستم شاه مسلمان قصری به طول حدود ۱۲۰ متر در امتداد رود کورا در تفلیس بنا کرد. در اینجا شاردن به حضور شاه نواز رسید. کمی دورتر به سوی جنوب شاه واختانگ ششم قصری ساخت که کاملاً به سبک ایرانی تزئین شده بود. ترک‌ها در ۱۱۳۷/۱۷۲۵ این قصر را ویران کردند.

## گردشگری
کلیسای جامع تثلیث که در سال ۲۰۰۴ گشوده شده است، بزرگ‌ترین کلیسای ارتدکس در جهان و سومین کلیسای ارتدکس مرتفع در جهان را به خود اختصاص داده است.

## ترابری

### فرودگاه

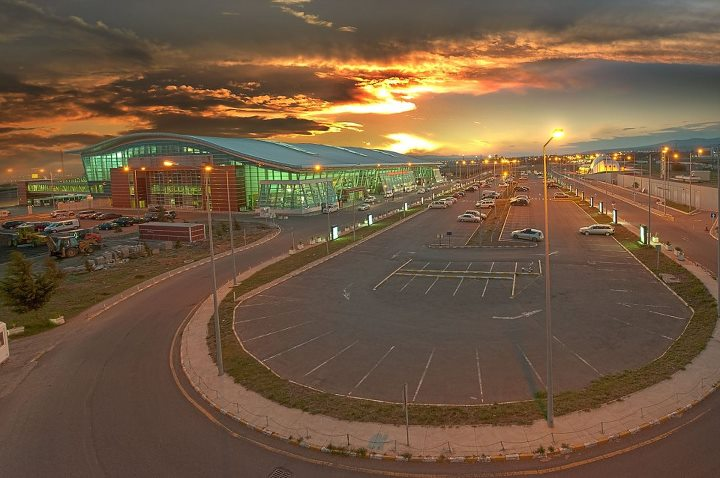
فرودگاه بین‌المللی تفلیس

فرودگاه بین‌المللی تفلیس که در سال ۱۹۵۲ تأسیس شده، در فاصلهٔ ۱۷ کیلومتر جنوب‌شرقی شهر تفلیس واقع شده است و سالانه بیش از ۳ میلیون مسافر را جابه‌جا می‌کند. فرودگاه بین‌المللی شوتا روستاولی تفلیس (گرجی: თბილისის შოთა რუსთაველის სახელობის საერთაშორისო აეროპორტი) (یاتا: TBS، ایکائو: UGTB) که پیش‌تر با نام فرودگاه بین‌المللی نوو الکسیوکا شناخته می‌شد، فرودگاه بین‌المللی اصلی در کشور گرجستان است.
فرودگاه از طریق خیابان جرج بوش، به مرکز شهر تفلیس متصل می‌شود. نخستین ترمینال فرودگاه در سال ۱۹۵۲ میلادی و با سبک معماری استالینیستی ساخته شده‌بود. عملیات ساخت ترمینال جدید در سال ۱۹۹۰ میلادی به پایان رسید و با شکلی بین‌المللی طراحی شد. این فرودگاه دارای یک باند ۳ کیلومتری از جنس بتن است و ترمینال‌های فرودگاه به گونه‌ای طراحی شده‌اند که قابلیت انتقال بهینهٔ مسافر و بار را داشته‌باشند. یک ترمینال نو و مدرن نیز در ۷ فوریهٔ ۲۰۰۷ میلادی افتتاح شد.

### مترو
- مترو تفلیس (گرجی: თბილისის მეტროპოლიტენი) یک سیستم حمل و نقل سریع در تفلیس، گرجستان است.
- این مترو چهارمین سیستم مترو در اتحاد جماهیر شوروی سابق بود.
- مانند سایر متروهای پیشین اتحاد جماهیر شوروی، بیشتر ایستگاه‌ها بسیار عمیق و واضح تزئین شده‌اند.
- ایستگاه روستاولی طولانی‌ترین پلهٔ برقی در سیستم مترو تفلیس را دارد.
- مترو تفلیس شامل دو خط، ۲۷٫۳ کیلومتر (۱۷٫۰ مایل) در طول، ۲۳ ایستگاه را سرویس‌دهی می‌کند.
- در سال ۲۰۱۷، مترو ۱۱۳٫۸۲۷ میلیون مسافر را جابجا کرد.
- این مترو توسط شرکت حمل و نقل تفلیس اداره می‌شود، که از همان سال اول افتتاح، با بهره‌گیری از مترو تفلیس آغاز به کار کرد.
- ساعت حرکت اولین قطار در روز کمی پیش از ۶ صبح است و خدمات‌رسانی تا کمی بعد از ۱۲ نیمه‌شب ادامه دارد.
- سرعت قطارها بین ۶۰ تا ۹۰ کیلومتر در ساعت است، اما میانگین سرعت سفر ۳۳ کیلومتر بر ساعت است (با احتساب توقف‌ها و …)[۱۲]
- متروی تفلیس در ۱۱ ژانویهٔ سال ۱۹۶۶ تأسیس شد و سالانه بیش از ۱۰۵ میلیون سفر با مترو این شهر انجام می‌گیرد.[۱۳]

## شهرهای خواهرخوانده
تفلیس با شهرهای زیر خواهرخوانده است

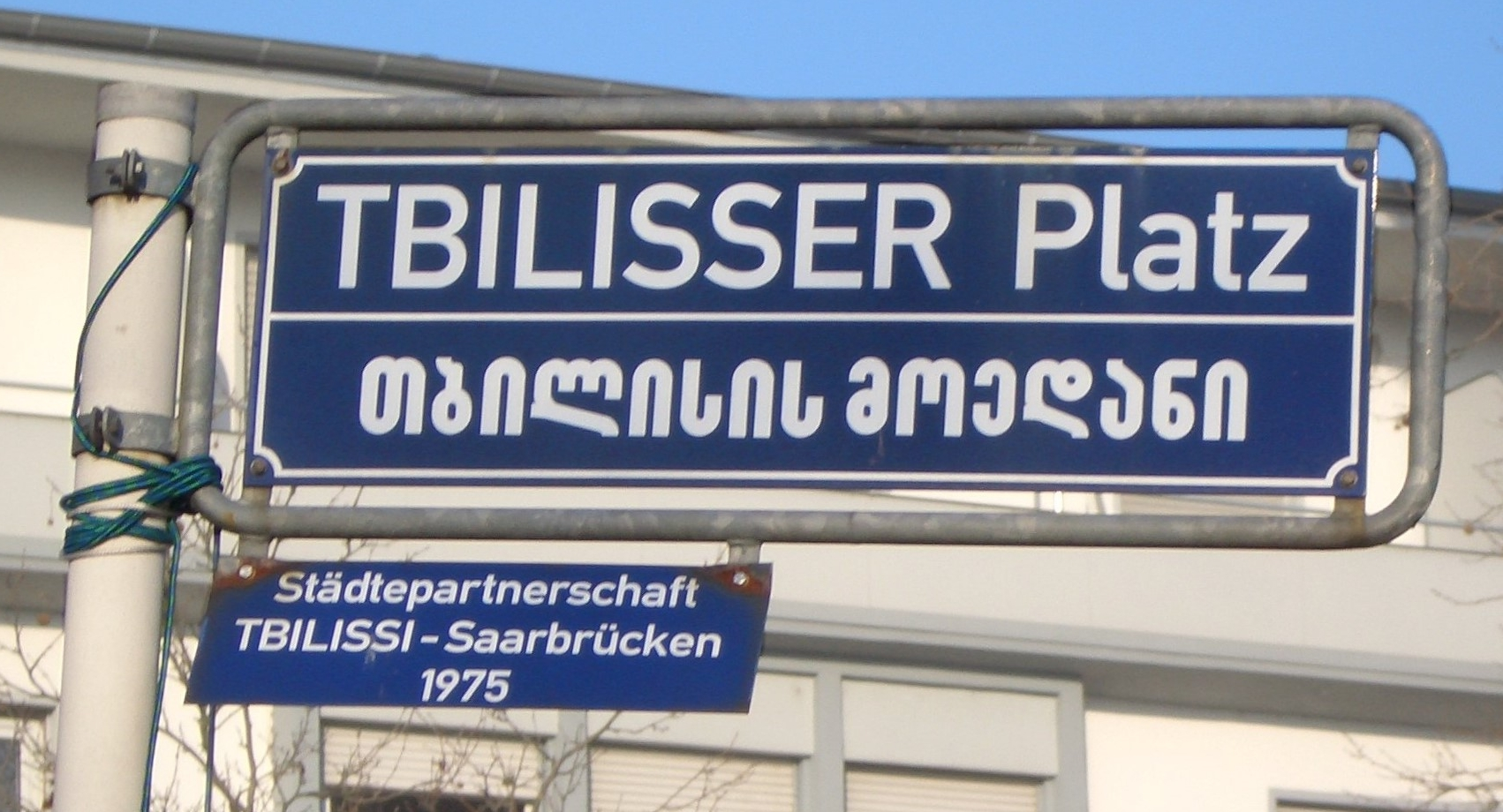
میدان تفلیس در زاربروکن، آلمان

| - زاربروکن، آلمان (۱۹۷۵) - نانت، فرانسه (۱۹۷۹) - لیوبلیانا، اسلوونی (۱۹۷۷) - اینسبروک، اتریش (۱۹۸۲) - آتلانتا، آمریکا (۱۹۸۷) - پالرمو، ایتالیا (۱۹۸۷) - بریستول، بریتانیا (۱۹۸۸) - بیلبائو، اسپانیا (۱۹۸۹) - ایروان، ارمنستان (۱۹۹۶) - کی‌یف، اوکراین (۱۹۹۹) | - آستانه، قزاقستان (۲۰۰۵) - ویلنیوس، لیتوانی (۲۰۰۹) - کیشیناو، مولداوی (۲۰۱۱) - قاهره، مصر (۲۰۱۲) - دوحه، قطر (۲۰۱۲) - اراک، ایران (۲۰۱۳) - تهران، ایران (۲۰۱۵) - استانبول، ترکیه (۲۰۱۶) - صوفیه، بلغارستان (۲۰۱۶) |

## نگارخانه

کاخ ریاست جمهوری گرجستان
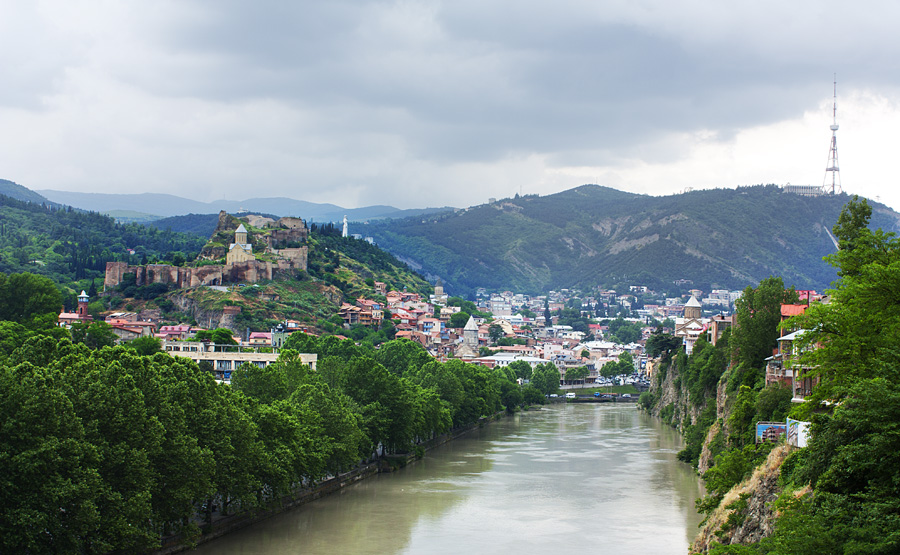
رود متکواری
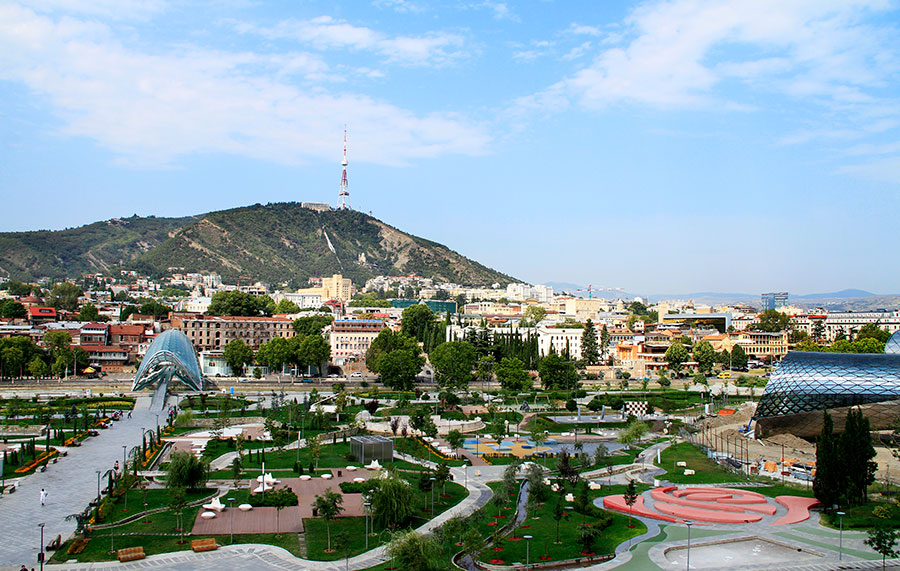
پارک ریکه
خیابان باراتاشویلی
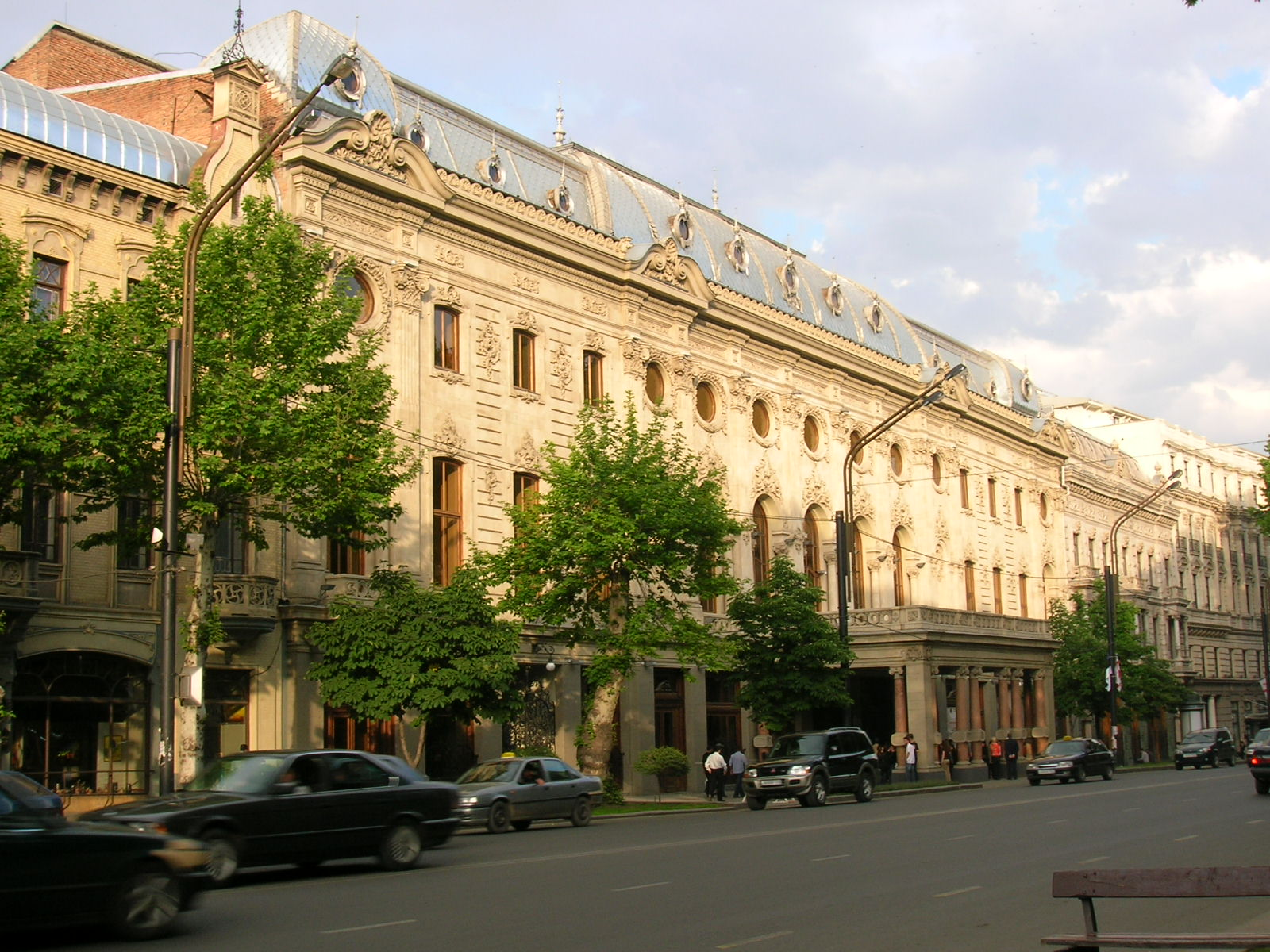
تئاتر روستاولی
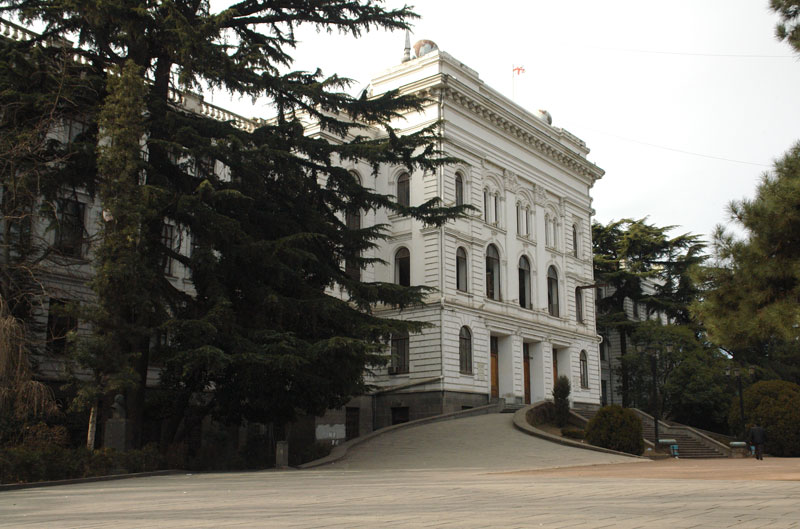
دانشگاه تفلیس
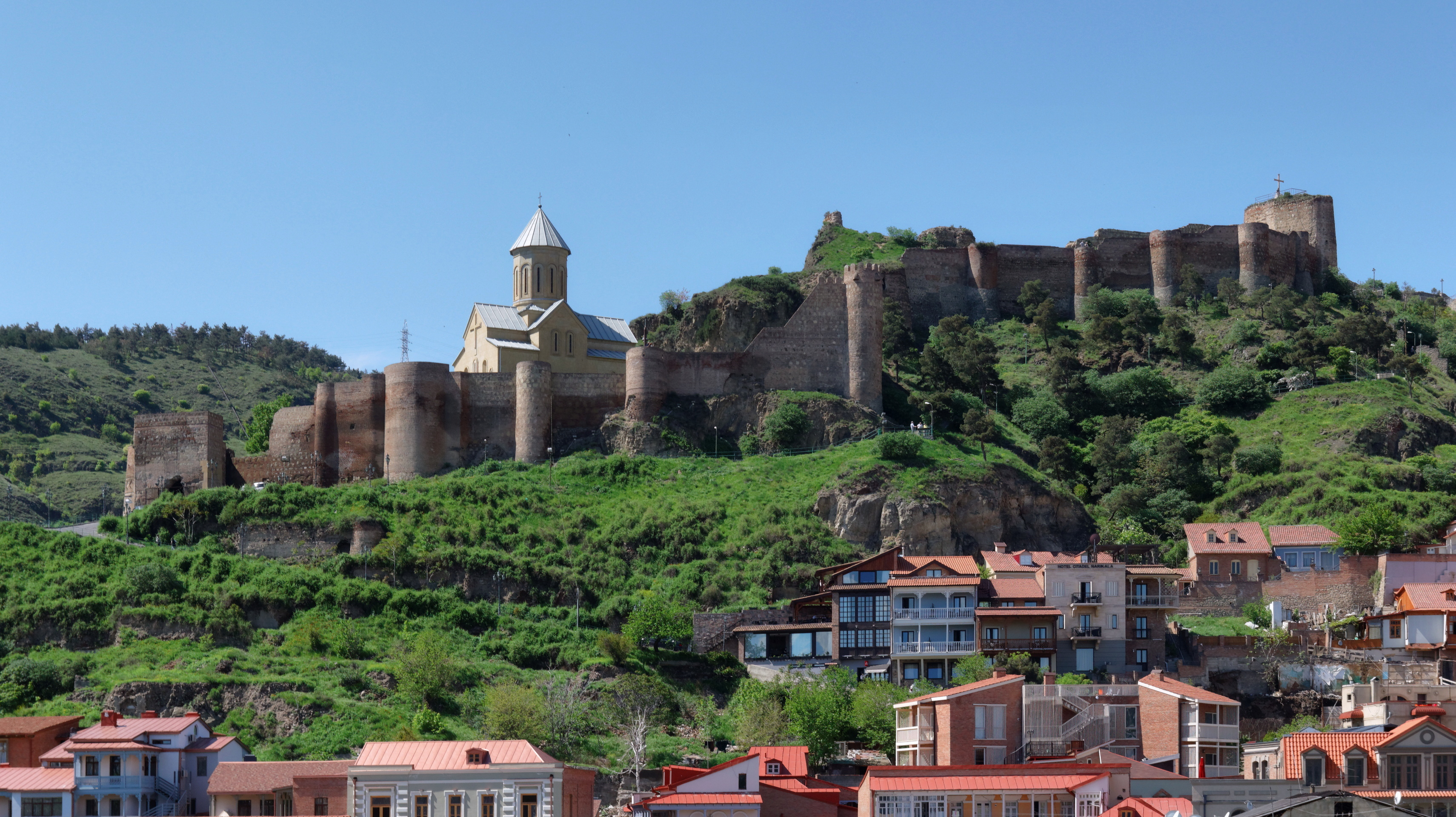
قلعهٔ ناریکالا در بافت قدیمی تفلیس
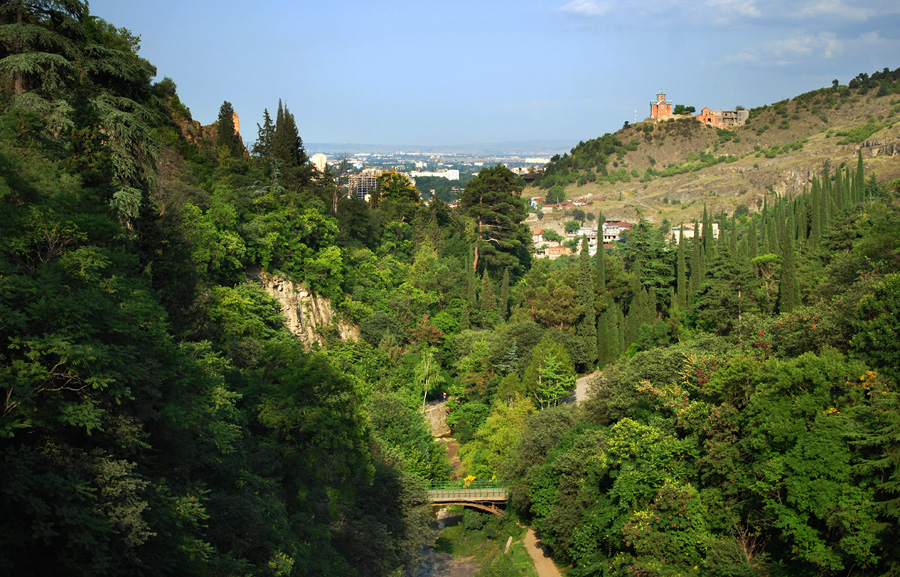
باغ گیاه‌شناسی تفلیس
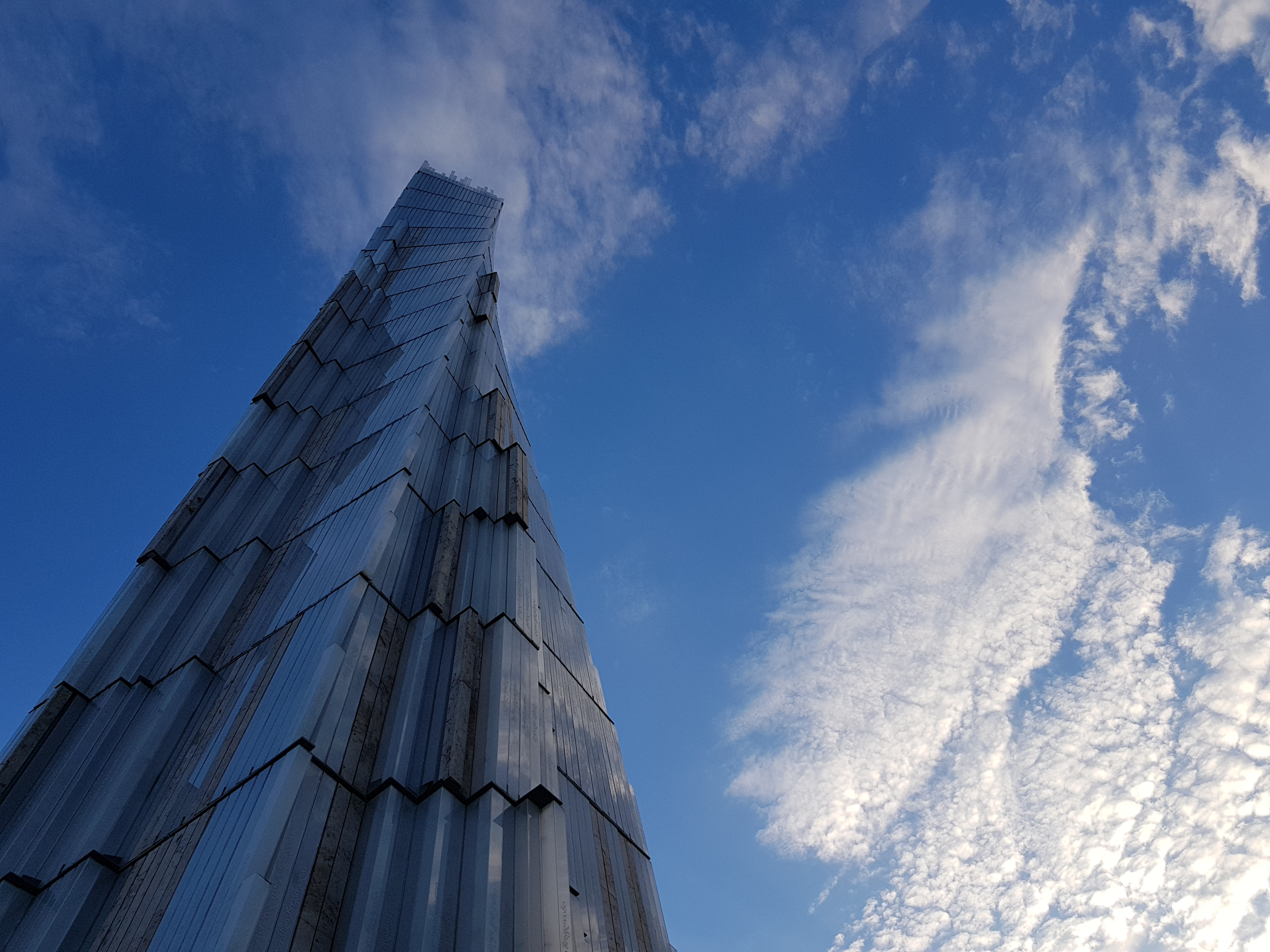
میدان قهرمانان تفلیس
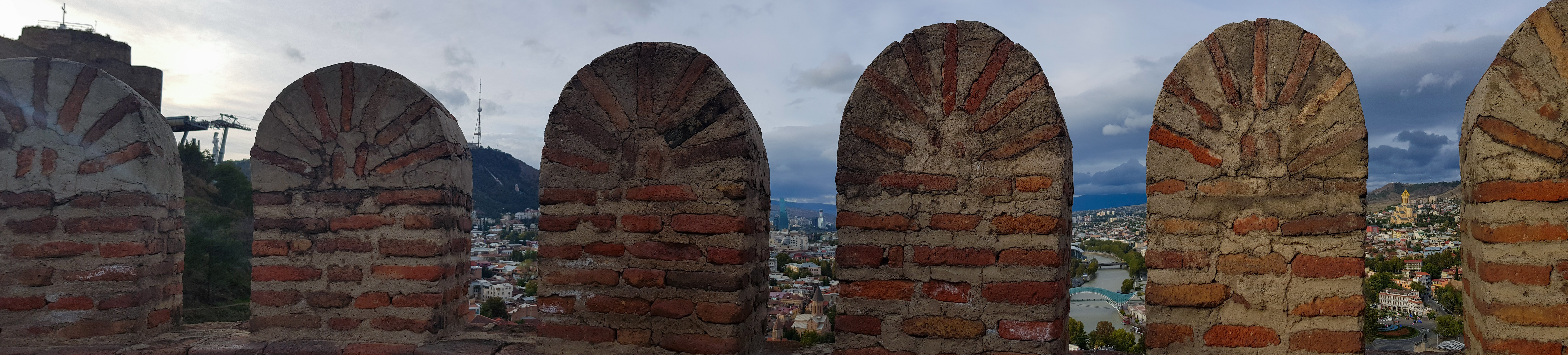
اماکن تاریخی در پنجره ها